# Février 1803

## Événements
- 2 février (24 janvier du calendrier julien) : réorganisation de l’enseignement en Russie[1].

- 18 février : l’émir du Nejd 'Abd al-'Aziz ibn Sa'ud s'empare de Taïf[2].

- 19 février :
  - L'Ohio devient le dix-septième État de l'Union américaine[3]. C’est le premier État à se doter d’une loi interdisant officiellement l’esclavage.
- Acte de médiation entre la France et la Suisse. La Suisse fournit en permanence 16 000 hommes à l’armée française[4]. Les cantons d'Argovie et des Grisons se joignent à la Confédération suisse.

- 20 février : la colonie du Cap est restituée par les Britanniques à la République batave[5] (traité d'Amiens de 1802). Jacob de Mist devient commissaire général de la Colonie du Cap (fin en 1806). Il inaugure une politique efficace de développement agricole basé sur l’esclavage.
- 21 février : Procès à Londres du journaliste Jean-Gabriel Peltier, accusé par Napoléon de malveillances à son égard.

- 24 février : Marbury v. Madison : arrêt de la Cour suprême des États-Unis. La cour affirme la capacité, pour les tribunaux et en particulier pour elle-même, de juger de la conformité des lois à la constitution et d’écarter, en ne les appliquant pas, celles qui y contreviendraient. Ce principe donne à la cour son pouvoir le plus important, et fait d’elle la première cour constitutionnelle de l’histoire.

- 25 février :
  - Ratisbonne : Reichsdeputationshauptschluss. Un recès de la Diète d'Empire, influencé par la diplomatie française, supprime autoritairement cent douze États allemands, principalement des principautés ecclésiastiques, laïques et les villes d’Empire. Il simplifie la carte de l’Allemagne au profit des États clients de la France (Wurtemberg, Bavière, Prusse). Nomination de trois nouveaux électeurs, les souverains de Bade, Wurtemberg et Hesse-Cassel[6]. Pour indemniser les princes possessionnés sur la rive gauche du Rhin, la diète procède à des sécularisations et distribue des compensations : les Habsbourg reçoivent les principautés épiscopales de Trente et de Bressanone, au sud du Tyrol, en échange du comté de Falkenstein dans le Palatinat[7].
  - France : création de l’École de Compiègne, premier établissement d’enseignement technique.

- 28 février : interdiction de la traite des esclaves dans les ports des États-Unis[8].

## Naissances
- 15 février : Karl Friedrich Schimper, botaniste et géologue allemand († 21 décembre 1867).
- 17 février, Edgar Quinet, écrivain et historien français († 27 mars 1875).
- 26 février : Arnold Adolph Berthold (mort en 1861), médecin, physiologiste et anatomiste allemand.

## Décès
- 3 février : Peter Woulfe, chimiste et minéralogiste irlandais.
- 17 février : Louis René Édouard de Rohan, cardinal français, évêque de Strasbourg (° 25 septembre 1734).
- 25 février : Pablo de Olavide homme politique péruvien, surintendant des colonies de la sierra Morena (° 25 janvier 1725).